# جيري ماكغي
جيري ماكغي (بالإنجليزية: Gerry McGhee)‏ هو مغني بريطاني، ولد في 15 أغسطس 1962.